# Michal Zozuľák
Michal Zozuľák, též Michal Zozulák (7. března 1940 - 9. prosince 2020), byl bývalý slovenský a československý politik Komunistické strany Slovenska, poslanec Sněmovny národů Federálního shromáždění a Slovenské národní rady za normalizace. V 90. letech 20. století místopředseda obnovené Komunistické strany Slovenska.

## Biografie
K roku 1971 se profesně uvádí jako předseda Krajského výboru Socialistického svazu mládeže. V letech 1972-1986 se uvádí jako účastník zasedání Ústředního výboru Komunistické strany Slovenska.
Ve volbách roku 1971 zasedl do slovenské části Sněmovny národů (volební obvod č. 146 - Stará Ľubovňa, Východoslovenský kraj). Ve Federálním shromáždění setrval do konce funkčního období, tedy do voleb roku 1976. Po volbách roku 1981 se uvádí jako poslanec Slovenské národní rady.
Politicky se angažoval i po sametové revoluci. V roce 1996 je uváděn jako místopředseda Komunistické strany Slovenska. Kandidoval za ni v slovenských parlamentních volbách 1998 (zmiňován coby předseda výrobního družstva z Bratislavy). I ve volbách do Evropského parlamentu na Slovensku roku 2004 byl na kandidátce KSS. Uváděn byl nyní jako sociolog z Bratislavy. Stejně jako celá kandidátní listina KSS ale v těchto volbách neuspěl. V roce 2006 (po neúspěchu strany v slovenských parlamentních volbách 2006) se zapojil do vnitrostranické debaty v KSS a vyzval k její modernizaci. Konstatoval, že „tí, ktorí za 17 rokov od kontrarevolúcie 1989 nepochopili, že KSS už nieje štátostrana a že vedúca úloha strany v spoločnosti je nenávratne preč, sa už nikdy neprerodia a budú iba príťažou.“